# Tameichi Hara
Tameichi Hara (原 為, Hara Tameichi) (16 d'octubre de 1900 - 	10 d'octubre de 1980) va ser un oficial naval autor del manual d'atac amb torpedes vigent a l'Armada Imperial Japonesa des de 1932. Va participar en els combats de la Guerra del Pacífic, on es va distingir per la seva habilitat, especialment amb atacs amb torpedes i combats nocturns. Les seves teories van ser aplicades per primera vegada en la batalla naval de Guadalcanal, on el 13 novembre 1942 va enfonsar el destructor nord-americà USS Barton, tot i que la batalla va resultar en derrota pels japonesos.

## Biografia

### Primers anys
Va néixer a l'illa de Shikoku, a la Prefectura de Kagawa, al Japó. Encara que era descendent de samurais, l'estatus de la seva família estava reduït a gairebé la indigència, comptant amb una petita extensió de terres per practicar una agricultura de subsistència. No obstant això, va aconseguir destacar-se en els estudis i graduar-se el1921 a l'Acadèmia Naval d'Etajima, sent el número 49 de la seva promoció.

### Carrera militar

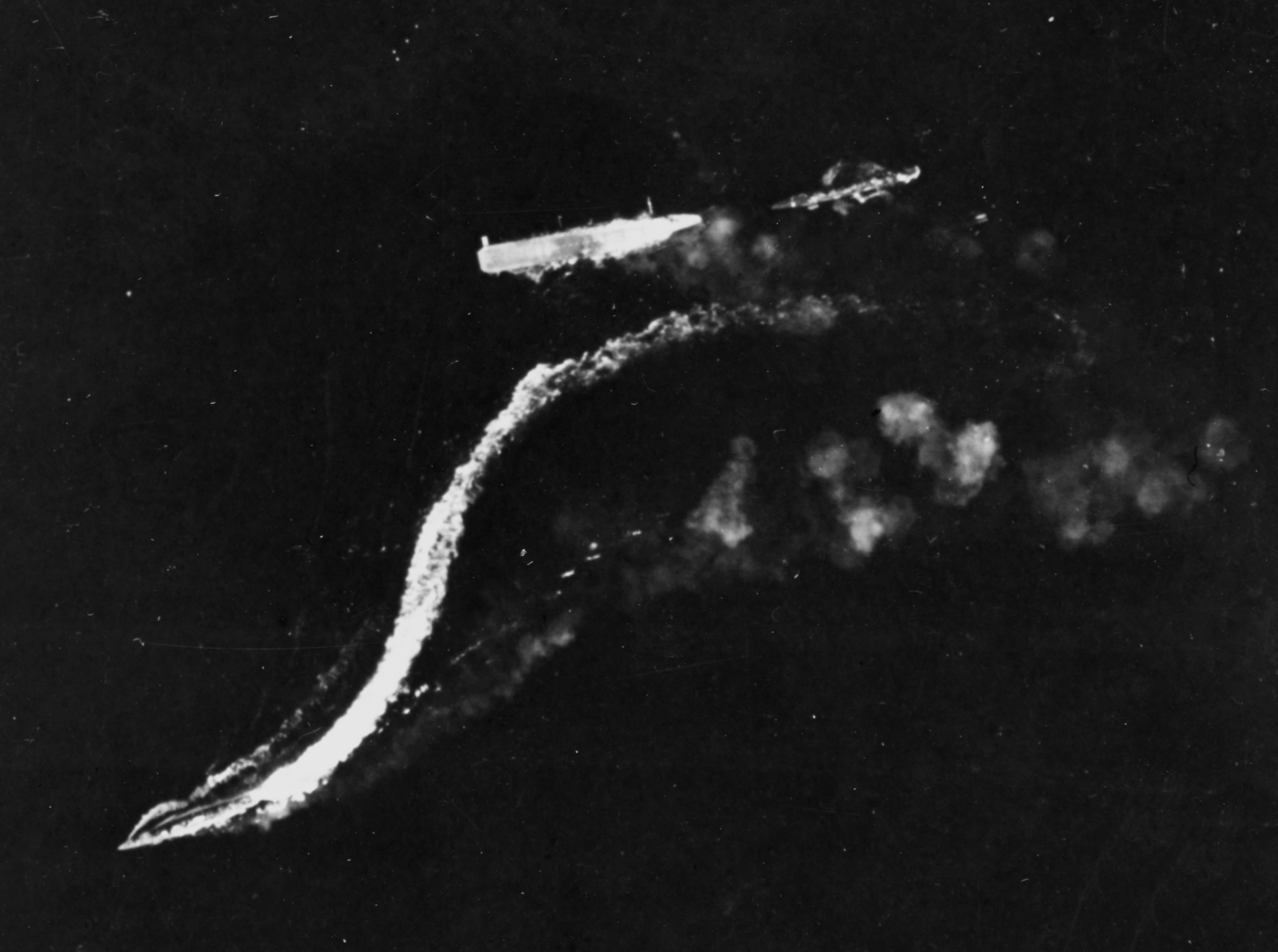
LAmatsukaze, sota el comandament de Hara, amb el portaavions Ryūjō al nord, maniobra per evadir bombarders B-17.

Després de gairebé una dècada embarcat com a instructor de guerra, va ser destinat com a instructor el 1932, acceptat pel seu innovador manual sobre torpedes. A l'inici de la Segona Guerra Mundial comandava el destructor Amatsukaze, però durant la major part del conflicte va ser comandant d'un esquadró de destructors, a bord del Shigure. Va participar en la batalla del Mar de Java, i va enfonsar el submarí USS Perch i l'ocupació de l'illa Christmas. Va enfonsar un altre submarí després de detectar durant la nit un mariner encendre la llum d'una cigarreta a quatre quilòmetres de distància. El 13 novembre 1942, l'Amatsukaze de Hara va enfonsar l'USS Barton durant la batalla Naval de Guadalcanal, però va ser severament danyat al seu torn després que Hara va deixar els seus reflectors massa temps i va rebre intens foc del creuer lleuger USS Helena (CL-50).
Després, l'matsukaze va tornar al Japó per a reparacions. Hara va ser ascendit a capità i se li va donar el comandament de Divisió de Destructors 27, passant al comandament del Shigure. Si bé era tècnicament una formació de quatre naus, les exigències a l'Armada Imperial eren tals que els vaixells de Hara poques vegades funcionaven junts. Mentre servia a bord del Shigure, Hara estava involucrat en diversos enfrontaments navals ferotges durant l'última part de la Campanya de les Illes Salomó. Durant una missió d'abastiment a través de l'estret de Blackett el 2 d'agost de 1943, Hara es va adonar d'una explosió prop del destructor líder Amagiri i va ordenar a la tripulació del Shigure per disparassi a les restes en flames de la de PT-109 del tinent John F. Kennedy. Durant la Batalla del golf de Vella el 6-7 d'agost el Shigure va ser l'únic dels quatre destructors japonesos que va poder escapar, tot i que després es va descobrir que havia estat colpejat per un torpede que no va arribar a explotar.
Encara que no danyada en el bombardeig de Rabaul de novembre de 1943, al Shigure se li va ordenar retornar a Sasebo per a una llarga reforma. Hara va ser rellevat del seu comandament i reassignat com a Instructor Torpede Sènior a l'Escola naval del torpede a Oppama, prop de Yokosuka, per ensenyar als estudiants en el programa de motor torpedera tardà de l'Armada Imperial Japonesa. Hara va ser ràpidament frustrat per la falta d'equip eficaç, així com la falta de lideratge en l'Armada i l'Exèrcit. Ràpidament va escriure una carta destinada a l'emperador Hirohito instant-lo a acomiadar els caps de l'exèrcit i l'armada i buscar la pau, ja que la guerra estava perduda. La va lliurar en mà al germà menor d'Hirohito, Nobuhito Takamatsu, al Ministeri de Marina. Tot i les possibles greus conseqüències d'aquesta acció, Hara no va sentir res més sobre l'assumpte.
La última incursió d'Hara va ser com a capità del creuer lleuger Yahagi com a vaixell insígnia del convoi que acompanyava el cuirassat Yamato en la seva fatídica última missió com a part de l'Operació Ten-Gō. La guerra va acabar quan era a Kawatana per formar mariners japonesos per operar embarcacions suïcides Shin'yō, on va ser testimoni de primera mà els efectes de la segona bomba atòmica.

### Vida posterior
En la postguerra, Hara va comandar vaixells mercants que transportaven sal. Hara va ser l'únic capità de destructors en l'inici de la Segona Guerra Mundial que van sobreviure a la guerra. Això li ha deixat com l'únic testimoni que ha sobreviscut a diverses importants reunions i conferències que es relata en les seves memòries. Les memòries d'Hara van ser traduïts a l'anglès i el francès i va esdevenir una referència important per a la perspectiva japonesa per als historiadors que escriuen sobre la Campanya del Pacífic de la Segona Guerra Mundial. En les seves memòries, Hara s'oposa al suïcidi obligatori com a doctrina oficial, que va veure com una violació dels valors del bushidō. Les seves doctrines personals demostren per què va sobreviure a la guerra i els japonesos la varen perdre, ja que eren inflexibles, mentre ell no ho era. Les seves doctrines van ser "Mai més fer el mateix dues vegades" i "Si ell et colpeja alt, llavors tu el va colpeges baix; si ell et colpeja baix, llavors tu el colpeges alt", aquesta última va ser també una màxima de Douglas MacArthur. Hara critica als seus superiors per a l'ús de tàctiques de cavalleria per lluitar batalles navals, perdespreciar la força aèria, dividir les seves forces a la cara de les forces enemigues de força desconeguda, i per basar tàctiques sobre el que pensaven que el seu enemic faria, així com no apreciar la rapidesa amb què l'enemic pogués desenvolupar noves armes i acceptar una guerra de desgast amb un enemic més capaç de mantenir-la.

## Família
Hara va tenir tres fills amb la seva esposa Chizu: dues filles, Keiko i Yoko, i un fill, Mikito, que va néixer poc abans de l'inici de les hostilitats. Tots ells van sobreviure a la guerra.